# Schulze-Delitzsch-Haus – Deutsches Genossenschaftsmuseum
Schulze-Delitzsch-Haus – Deutsches Genossenschaftsmuseum – muzeum w Delitzsch, poświęcone Hermannowi Schulze-Delitzsch (1808-1883), inicjatorowi współczesnego ruchu spółdzielczego w Niemczech.
W budynku, w którym znajduje się obecnie muzeum (Kreuzgasse 10), a ówczesnej własności majstra szewskiego Wilhelma Brendecke, w 1849 roku powstało pierwsze Stowarzyszenie Szewców. Zainicjowane zostało wraz z 57 wytwórcami obuwia przez Franza Hermanna Schulze, który równocześnie zorganizował utworzenie produkcyjnego Stowarzyszenia Stolarzy. W ślad tych zaczęły powstawać kolejne kooperatywy.
Z myślą o otworzeniu muzeum budynek przeszedł gruntowny remont na początku lat 90., finansowany z funduszy spółdzielczych. W 2010 r. została opracowana koncepcja wystawy, która prezentuje znaleziska muzealne odpowiadające współczesnej wiedzy na temat ruchu spółdzielczego.
Idea i praktyka organizacji wspólnych interesów w spółdzielniach została wpisana przez UNESCO w październiku 2016 roku na jako niemiecki wkład na Listę reprezentatywną niematerialnego dziedzictwa ludzkości. Co prawda wcześniej założona została robotnicza kooperatywa spożywcza Rochdale Society of Equitable Pioneers, jednak Wielka Brytania do tej pory nie podpisała konwencji z 2003 r. o ochronie niematerialnego dziedzictwa kultury